# Антонов Ан-30
Антонов Aн-30 (изделие „ФК“ или Ан-24ФК, условно наименование на НАТО: на английски: Clank – „Дрънчене“)) е съветски военен самолет с разузнавателна цел, произвеждан от „Антонов“ през 70-те години на XX век. Проектиран е съвместно от АНТК Антонов и ТАНТК Бериев. Ан-30 е дълбока модификация на пътническия Ан-24 и е предназначен за аерофотоснимачни и аерогеофизически дейности. Използва се също от военната авиация за въздушно разузнаване.